# مشروط بودن
مشروط بودن (انگلیسی: Conditionality) در اقتصاد سیاسی و روابط بین‌الملل، مشروط‌سازی استفاده از شرایطی است که به ارائه مزایایی مانند وام، بخشودگی بدهی یا کمک اقتصادی خارجی وابسته است. این شرایط معمولاً توسط مؤسسات مالی بین‌المللی یا سازمان‌های منطقه‌ای تحمیل می‌شوند و هدف آن بهبود شرایط اقتصادی در کشور دریافت‌کننده است.